# Lobelia hereroensis
Lobelia hereroensis es una especie de planta de flores perteneciente a la familia Campanulaceae. Es endémica de Namibia. Está tratada en peligro de extinción por pérdida de hábitat. 

## Descripción
Es una planta herbácea caducifolia que alcanza un tamaño de 0.15 m de altura. Se encuentra a una altitud de 1150 metros en Namibia.

## Hábitat
Esta especie es conocida < 8 subpoblaciones con extensión de presencia < 2.500 kilómetros². La zona ocupada por la especie se sospecha que tiene más de 100 km². La población se cree que es actualmente estable, sin embargo, el hábitat está disminuyendo en calidad debido a la sobreexplotación de los acuíferos que lleva que un hábitat adecuado se seque. 

## Taxonomía
Lobelia hereroensis fue descrita por Hans Schinz y publicado en Vierteljahrsschrift der Naturforschenden Gesellschaft in Zürich 61: 442. 1916.
Etimología
Lobelia: nombre genérico que fue nombrado en honor del botánico belga Matthias de Lobel (1538-1616).
hereroensis: epíteto  geográfico que alude a su localización en Hererolandia.